# Het grote Dolfijnenkindboek
Het grote Dolfijnenkindboek is een kinderboek uit 2012 van de hand van Belgische schrijver Patrick Lagrou.
Het verscheen samen met Victoria van dezelfde schrijver in september 2012. Het grote Dolfijnenkindboek is een achtergrondboek bij zijn populaire Dolfijnenkind-reeks. Het bevat allerlei informatie over zeewezens (vooral dolfijnen), plaatsen, verhalen, personages in relatie tot de boeken. Het grote Dolfijnenkindboek verscheen ter ere van twintig jaar Dolfijnenkind (het eerste boek, Het dolfijnenkind, verscheen in 1992).
Het dolfijnenkind (1992) · Het monster uit de diepte (1995) · De poorten van Atlantis (1998) · De schat van de boekaniers (2001) · Verdwenen in de Sargassozee (2005) · Red de dolfijnen! (2007) · Offer in de Andes (2006) · Dolfijnen vrij! (2008) · Dans van de roze dolfijn (2010) · Victoria (2012) — 
Achtergrondboek: Het grote Dolfijnenkindboek (2012)